# فيصل الإدريسي
مصطفى فيصل الإدريسي (مواليد 16 نوفمبر 1977 في ليل)، هو لاعب كرة قدم فرنسي-مغربي يلعب كلاعب وسط.

## المسار
تعاقد مع كوفنتري سيتي في بداية موسم 2006-2007 بصفة مؤقتة، لكنه لم يوقع على صفقة دائمة على الرغم من ظهوره في الفريق الأول. وكان الإدريسي أيضاً قد لعب مع النادي في بريستول سيتي، ولكن لم يتم عرض عقد عليه.
في 15 يناير 2008، وقع عقدًا مع نادي لوزيرن بعد عام واحد من كرة القدم. في 1 سبتمبر 2008، انتقل إلى نادي تورناي.

## المسيرة الاحترافية

### أندية لعب لها
- نادي موسكرون
- نادي غرونينغن
- نادي ساربروكن
- نادي النصر (دبي)
- كوفنتري سيتي
- نادي لوزيرن
- نادي تورناي
- نادي الفجيرة

## وصلات خارجية
- فيصل الإدريسي على موقع قاعدة بيانات كرة القدم.إي يو (الإنجليزية)
- فيصل الإدريسي على موقع Soccerbase.com (لاعب) (الإنجليزية)
- فيصل الإدريسي على موقع عالم كرة القدم.نت (الإنجليزية)

- "Faysal El Idrissi - Football Stats - No Club - Age 40 - 2006-2006 - Soccer Base". www.soccerbase.com. مؤرشف من الأصل في 2018-06-12. اطلع عليه بتاريخ 2018-06-10.